# 22563 Xinwang
22563 Xinwang (1998 HQ19) là một tiểu hành tinh vành đai chính được phát hiện ngày 18 tháng 4 năm 1998 bởi Nhóm nghiên cứu tiểu hành tinh gần Trái Đất phòng thí nghiệm Lincoln ở Socorro.